# Wolfgang Wehner
Wolfgang Wehner (* 21. Dezember 1959 in Schlechtsart) ist ein deutscher Politiker (CDU) und war von 1999 bis 2009 Mitglied des Thüringer Landtags sowie Volleyballfunktionär.

## Werdegang
Wehner absolvierte von 1976 bis 1979 eine Berufsausbildung mit Abitur als Fahrzeugschlosser, anschließend absolvierte er bis 1983 ein Berufsschullehrerstudium an der Technischen Hochschule Magdeburg, das er als Diplomingenieurpädagoge im Fach Maschinenbau abschloss. Anschließend war er als Berufsschullehrer von 1983 bis 1990 für das Fahrzeug- und Jagdwaffenwerk Suhl, danach im Gewerblich-Technischen Berufsschulzentrum Zella-Mehlis tätig. 
Bei der Landtagswahl 1999 zog Wehner als CDU-Direktkandidat im Wahlkreis Suhl – Schmalkalden-Meiningen III, der die Städte Suhl, Zella-Mehlis und Oberhof umfasst, in den Thüringer Landtag ein. 2004 und 2009 verlor er seinen Wahlkreis an Ina Leukefeld (PDS/Die Linke). Nachdem Wehner 2004 noch über die Landesliste seiner Partei in den Landtag einziehen konnte, reichte 2009 sein Listenplatz 29 zur Wiederwahl in den Landtag nicht mehr aus.
Wehner war Mitglied des Suhler Stadtrats und CDU-Kreisvorsitzender in Suhl. Neben seiner politischen Tätigkeit war er zwischen 1998 und 2010 Präsident des Volleyball-Bundesligavereins VfB 91 Suhl. Seit Anfang 2013 ist Wehner Geschäftsführer des Instituts für Transfusionsmedizin Suhl (ITM).
| Personendaten    | Personendaten                                      |
| ---------------- | -------------------------------------------------- |
| NAME             | Wehner, Wolfgang                                   |
| KURZBESCHREIBUNG | deutscher Politiker (CDU) und Volleyballfunktionär |
| GEBURTSDATUM     | 21. Dezember 1959                                  |
| GEBURTSORT       | Schlechtsart                                       |